# Blatzheim
Blatzheim is een plaats in het  westen van de Duitse gemeente Kerpen, deelstaat Noordrijn-Westfalen, en telt 3.516 inwoners (2020).
Tot Blatzheim behoren ook de gehuchten Bergerhausen (ten oosten van het dorp, met kasteel), Niederbolheim, Dorsfeld en Geilrath.

## Ligging, economie en infrastructuur
Het dorp ligt aan de noordrand van de Zülpicher Börde, een vrij vlak, door de lössbodems vruchtbaar, intensief gebruikt landbouwgebied. Het landschap is weids en doet door het geringe aantal bomen hier en daar kaal aan. De landbouw is in Blatzheim niet meer van groot economisch belang.
Blatzheim ligt direct ten zuiden van het Rijnlands bruinkoolgebied nabij de bruinkoolgroeve Hambach, op de grens met de gemeente Merzenich (Noordrijn-Westfalen). Het is een typisch forensendorp met veel woonwijken van na de Tweede Wereldoorlog. Veel inwoners van Blatzheim werken in de omliggende steden, zoals Keulen en Düren.

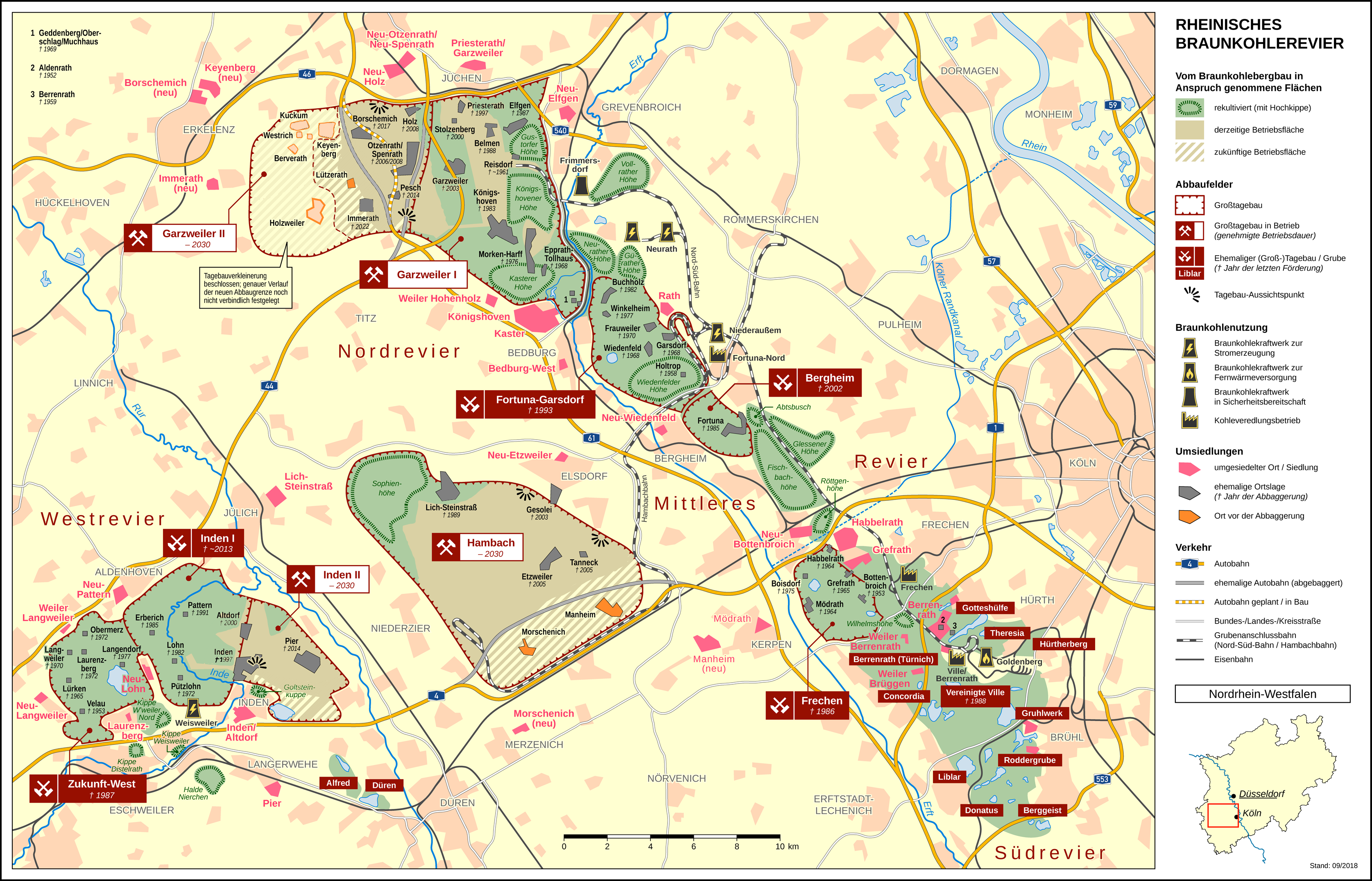
Kaart Rijnlands bruinkoolgebied. Blatzheim ligt juist ten zuidwesten van het nieuwe Manheim (roze vlek, midden onder).

Blatzheim grenst in het zuiden direct aan de grote luchtmachtbasis van Nörvenich. Te Blatzheim wonen veel daar werkzame beroepsmilitairen.

### Wegverkeer
Twee kilometer ten noorden van Blatzheim loopt  de autosnelweg A4 (van west naar oost: Aken - Görlitz).  De A4 is rond 2014 nabij Buir vanwege de bruinkoolwinning ruim 1,5 km zuidwaarts verlegd en loopt sindsdien parallel aan de spoorlijn Keulen-Aken.
Afritten van de Autobahnen op enkele kilometers ten oosten van Blatzheim zijn de nummers 7b en 8 van de A4.
Vier kilometer ten westen van Blatzheim ligt Golzheim aan de Bundesstraße 264 naar Düren. De B 264 is vanaf Blatzheim heraangelegd en leidt rechtstreeks oostwaarts naar het als klaverblad uitgevoerde kruispunt met de A61 (afrit 21).

### Openbaar vervoer

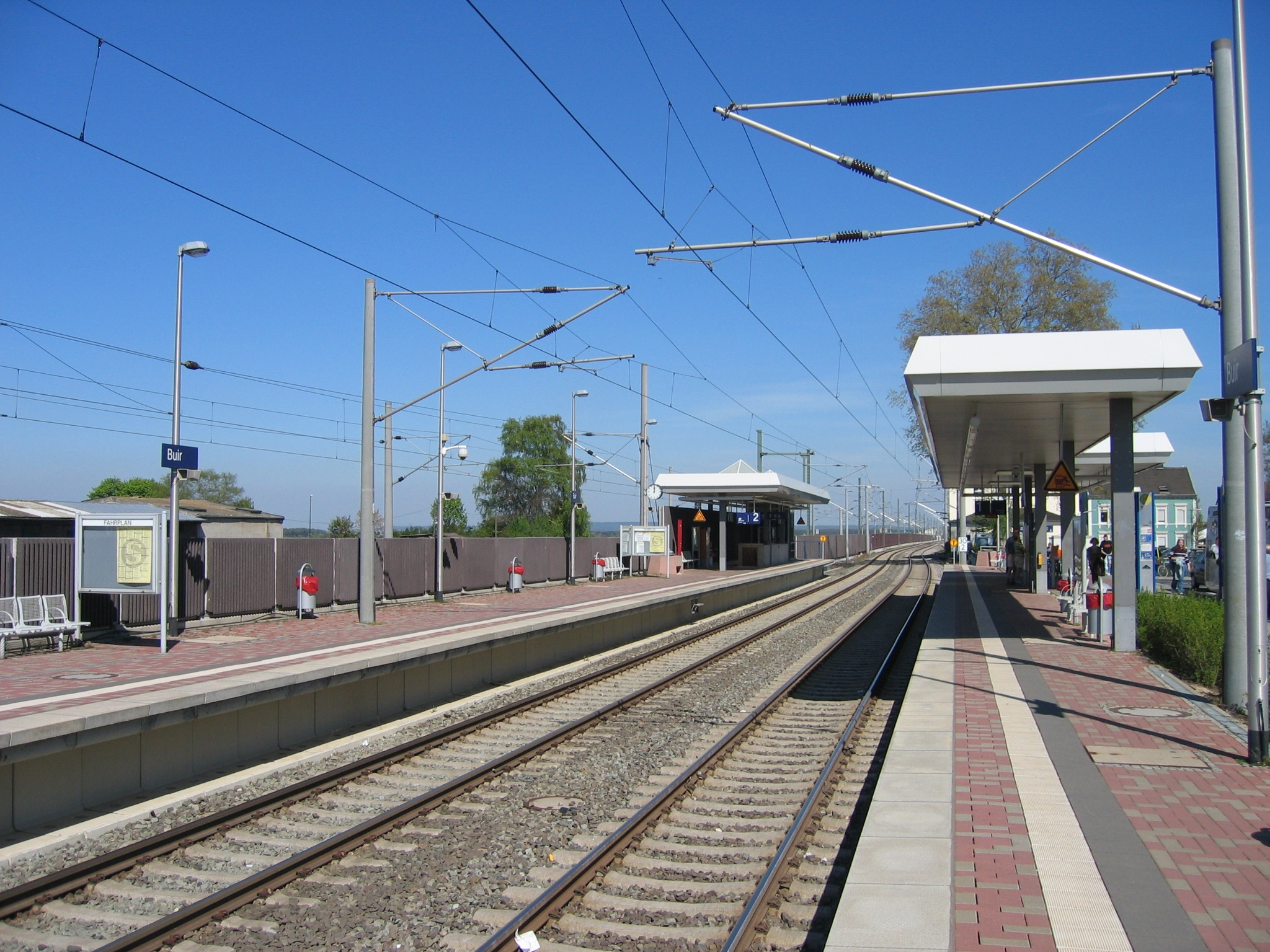
Station Buir

Blatzheim heeft een streekbusverbinding met het dichtstbij zijnde treinstation aan de spoorlijn Keulen - Aken, Station Buir. Op dit station stoppen alleen de treinen van (sedert 2020: lijn S19 van) de S-Bahn van Keulen. Veel Blatzheimers nemen de fiets naar station Buir; de afstand is slechts 4 kilometer.
Vanuit Buir rijden  op werkdagen streekbussen naar station Düren, Sindorf en Kerpen-stad.

## Geschiedenis
Blatzheim werd in 1057 voor het eerst in een document vermeld. Dit document is toegeschreven aan Anno II van Keulen, aartsbisschop van die stad.
Blatzheim was blijkens een 14e-eeuws document een van de 15 dorpen bij het legendarische Bürgewald ( zie: Arnoldsweiler), die een jaarlijkse belasting in natura moesten betalen in de vorm van bijenwas voor kerkkaarsen.

## Monumentale gebouwen; bezienswaardigheden
- De commanderij van de Duitse Orde te Blatzheim dateert van 1602. Het gebouw is als grote boerderij in gebruik en kan niet bezichtigd worden. Incidenteel staat de huidige eigenaar aan stellen uit de omgeving toe, in het gebouw in het huwelijk te treden. Eén der vertrekken is daartoe als trouwzaaltje ingericht.
- De oudste kerk van Blatzheim is de in 1923 voltooide St. Kunibertskerk. Aan de bouw ging een meer dan 10 jaar lang slepende dorpsrel tussen o.a. baron De Loë, kasteelheer van  Bergerhausen en enige rijke dorpelingen enerzijds, en de pastoor en veel armere burgers anderzijds, vooraf. Bij dit onverkwikkelijke conflict rondom de eigendom van de begraafplaats en de locatie van de kerk kwam het zelfs tot brandstichtingen en een schietpartij. Nog steeds is dit conflict een gevoelig onderwerp van gesprek in het dorp.
- De gehuchten Bergerhausen (ten oosten van het dorp), en Niederbolheim (ten zuiden van het dorp) hadden in vroeger eeuwen beide een beroemd kasteel. Van dat van Niederbolheim is alleen een boerderij met een 19e-eeuws herenhuis overgebleven. Het kasteel van Bergerhausen bestaat nog wel. Het is in gebruik als party-, bruilofts- en evenementengebouw. Eigenaar is de directeur van de grote conservenfabriek te Girbelsrath. Het kasteel is met enige regelmaat decor voor filmopnames, o.a. van televisie-misdaadseries.
- De in 1974 gebouwde, evangelisch-lutherse Johann-Bugenhagenkerk in de opvallende vorm van een tetraëder

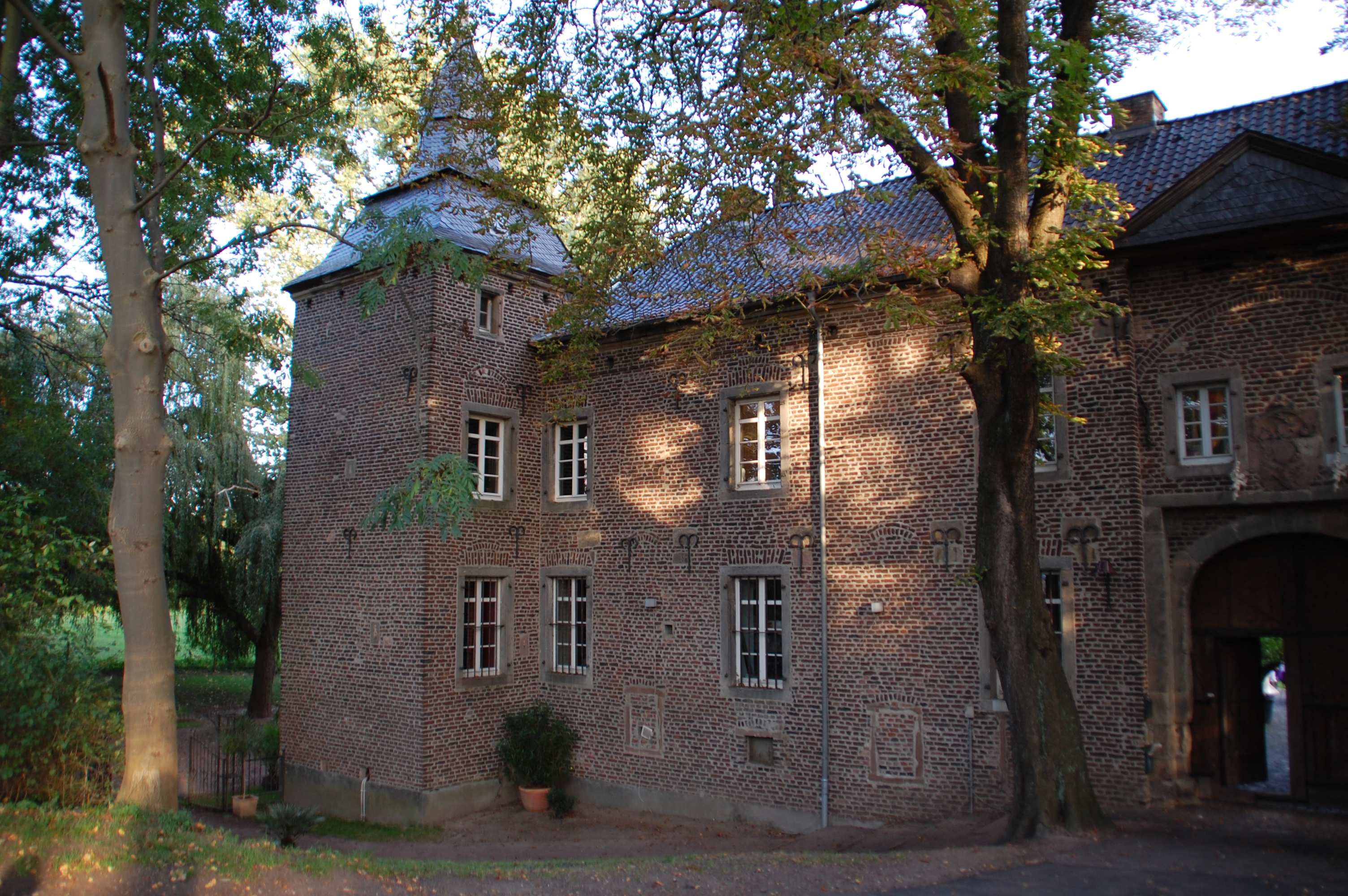
Commanderij Blatzheim
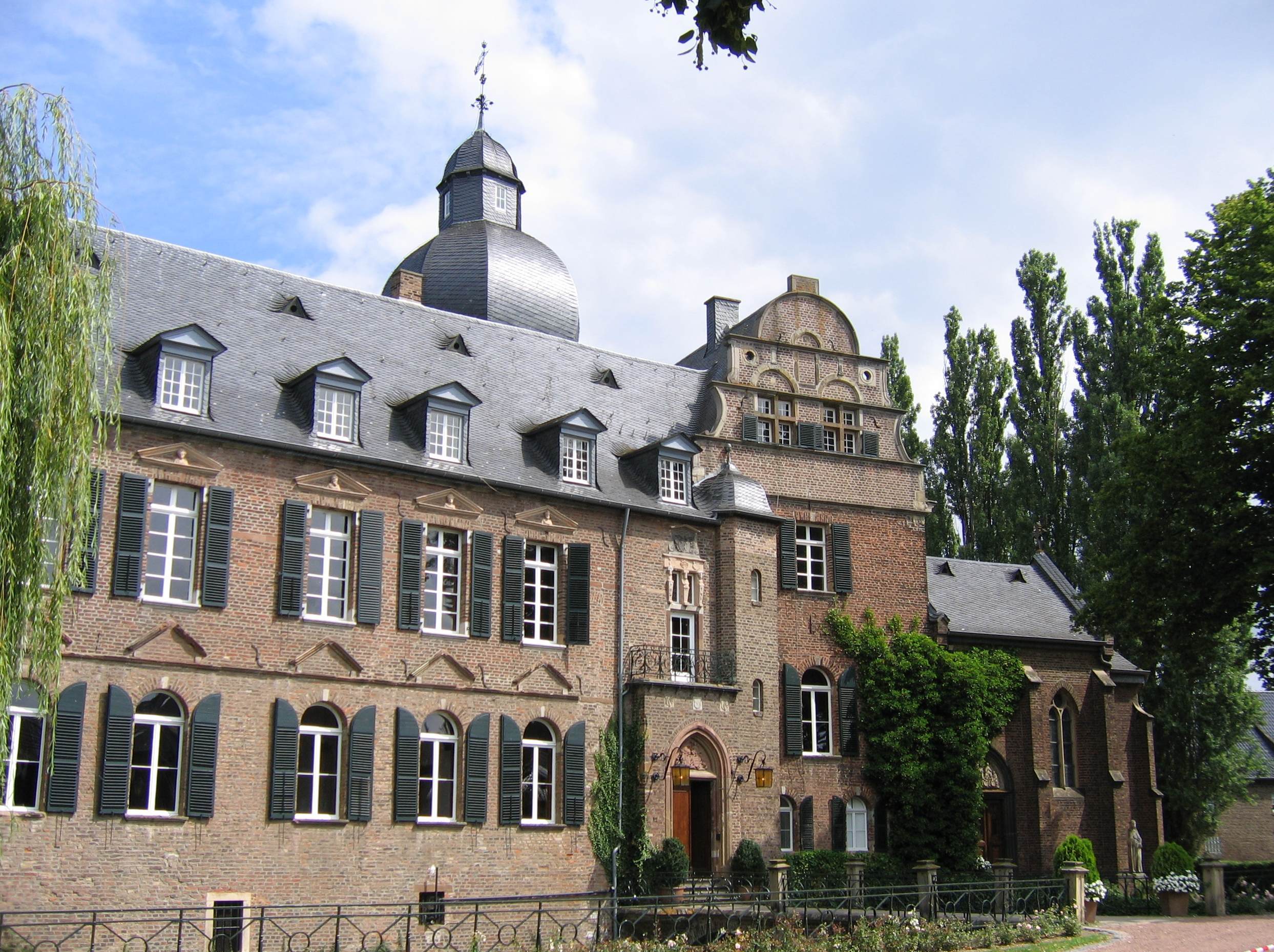
Kasteel Bergerhausen, zuidzijde
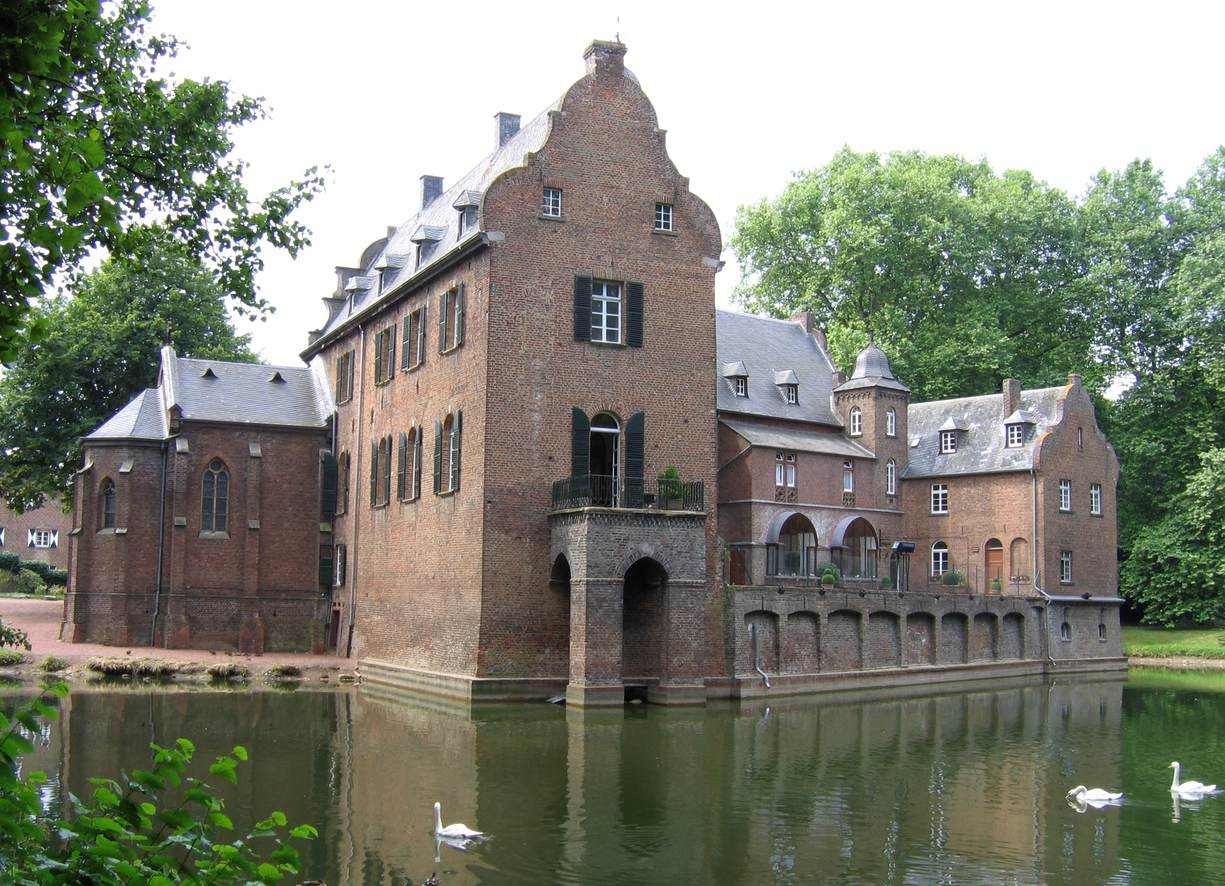
Idem, noordzijde
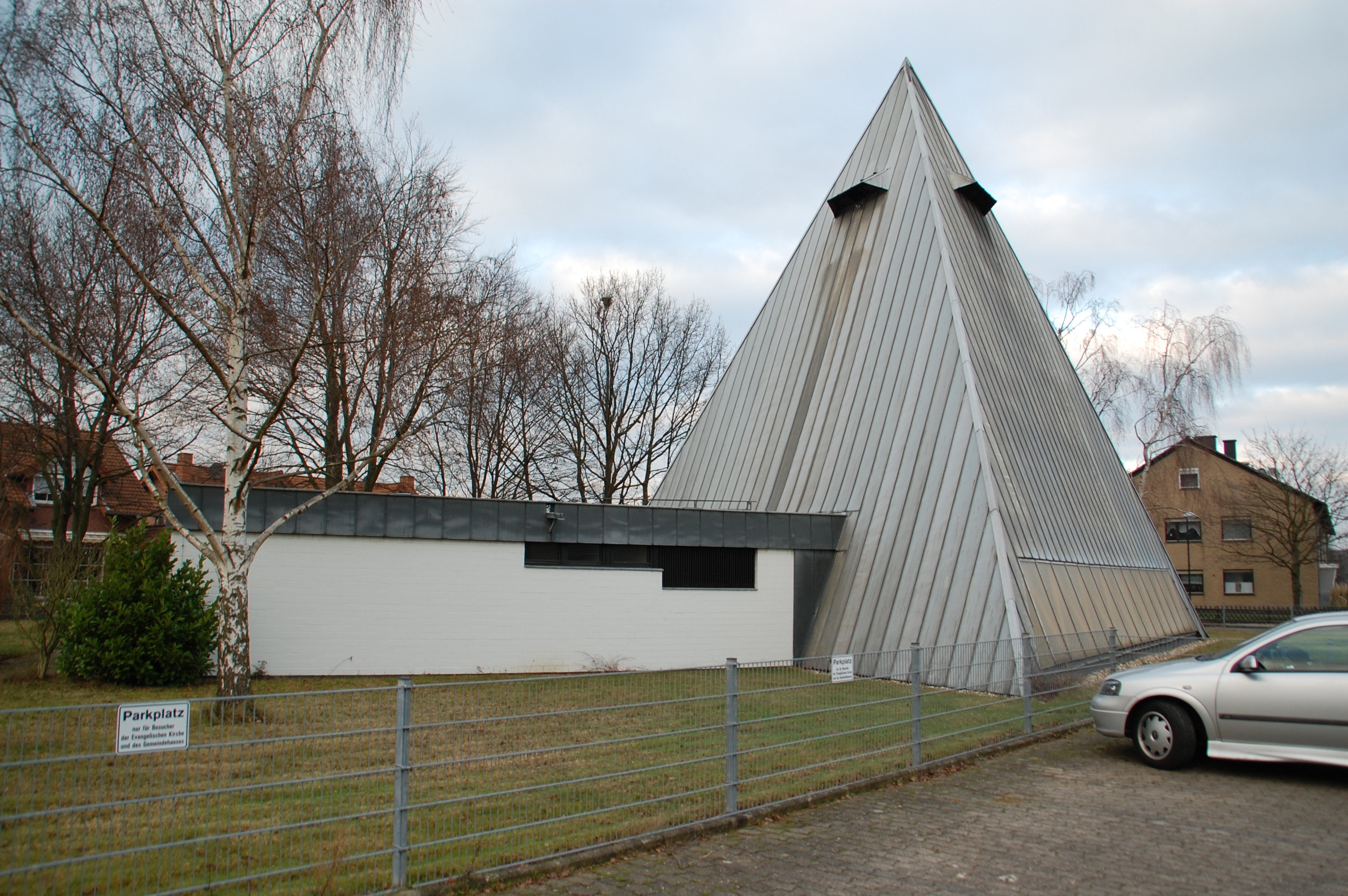
De evangelisch-lutherse Johann-Bugenhagenkerk